# Crocidura pergrisea
Crocidura pergrisea — вид ссавців родини Soricidae. Це ендемік Пакистану, який поширений у долині Шигар і на західній околиці Деосаї. Цей вид зустрічається в гірських лісах помірного поясу.